# アウトドローモ・ネルソン・ピケ (ブラジリア)
ネルソン・ピケ・サーキット（Autódromo Internacional Nelson Piquet de Brasília）はブラジルの首都ブラジリアにあるサーキット。全長は5,475.58m。
元々の名前はブラジリア・サーキット（Autódromo de Brasília）であったが、1995年にネルソン・ピケ本人によってサーキットの賃貸契約が結ばれたため現在の名称に改称された。

## 概要
1960年代、都市が建設されて間もない頃のブラジリアでは公道を利用した市街地コースが設定され、そこでレースが開催されていたが、1970年代前半、当時エマーソン・フィッティパルディがF1で活躍していたこともあって、このサーキットがF1開催に耐える国際規格のサーキットとして建設され、1974年に完成した。
このサーキットは全長5.476kmであり、規模的にはリオデジャネイロ市の同名サーキット（アウトドローモ・ネルソン・ピケ）より大きい、ブラジル国内で有数の国際格式のサーキットである。サーキットとしては、左旋回のコーナー、右旋回のコーナーを各6つ有し、メインストレートの長さは750mに達する。
主にストックカー・ブラジル、フォーミュラ・トラックといった国内選手権の開催に用いられているほか、多人数が集まれる施設としてコンサートなどにも活用されている。

## ネルソン・ピケとの関係
ネルソン・ピケはリオデジャネイロ出身（カリオカ）として知られるが、実際に少年期以降を過ごした場所はブラジリアであり、レース人生もブラジリアでスタートさせており、このサーキットがピケの名を冠するに至った背景はそうした経緯に拠る部分が大きい。ドライバー生活から引退して以後、ネルソン・ピケ本人はブラジリアを拠点に各種の事業を展開しており、設立したレースチーム「ピケ・スポーツ」のホームコースをこのコースとしているほか、事務所もこの「ネルソン・ピケ・サーキット」の目と鼻の先に置いている。リオのサーキットに比べれば国際的な知名度こそ低いものの、名前の由来となっている本人にはより身近なサーキットといえる。
1996年12月にこのサーキットにおいて久々の国際レースとしてBPR Global GTシリーズ（FIA-GT選手権の前身）の非公式レースが開催された際は、マクラーレンF1 GTRを駆ったピケ＆ジョニー・チェコット組が優勝している。
2006年にはこのサーキットで開催されたフォーミュラ・トラック最終戦でピケの長男であるジェラルドが初優勝を遂げた。